# Юлієн Месбахі
Ю́лієн Ме́рейн Месбахі́ (нід. Juliën Merijn Mesbahi; нар. 31 січня 2006) — нідерландський і марокканський футболіст, захисник нідерландського клубу «Твенте».

## Клубна кар'єра
Виступав за юнацьку команду «Аванті Вілскрахт», а 2020 року приєднався до академії «Твенте». 20 травня 2021 року підписав контракт з академією, що розрахований до літа 2024 року.
20 червня 2023 року підписав з «Твенте» свій перший перший професіональний контракт, що розрахований до середини 2026 року. 8 жовтня 2023 року дебютував в основному складі «Твенте» в матчі Ередивізі проти сіттардської «Фортуни», вийшовши на заміну Робіну Препперу.

## Кар'єра в збірній
Народився у Нідерландах у родині марокканця та нідерландки. Виступав за збірні Нідерландів до 16, до 17 і до 18 років.
У березні 2025 року отримав офіційний дозвіл ФІФА представляти збірні Марокко на міжнародному рівні. 19 березня 2025 року отримав перший виклик в збірну Марокко до 20 років для участі в товариських матчах проти збірних Гани та Сьєрра-Леоне. 22 березня в поєдинку з Сьєрра-Леоне дебютував за молодіжну збірну Марокко.
В квітні 2025 року потрапив в заявку збірної до 20 років на молодіжний Кубок африканських націй в Єгипті. На турнірі провів один матч, а його команда дійшла до фіналу, де поступилась збірній ПАР.

## Статистика виступів
Станом на 10 серпня 2024 
| Клуб              | Сезон             | Чемпіонат         | Чемпіонат | Чемпіонат | Кубок | Кубок | Єврокубки | Єврокубки | Інші  | Інші | Всього | Всього |
| Клуб              | Сезон             | Дивізіон          | Матчі     | Голи      | Матчі | Голи  | Матчі     | Голи      | Матчі | Голи | Матчі  | Голи   |
| ----------------- | ----------------- | ----------------- | --------- | --------- | ----- | ----- | --------- | --------- | ----- | ---- | ------ | ------ |
| Твенте            | 2023–24           | Ередивізі         | 2         | 0         | 0     | 0     | 0         | 0         | —     | —    | 2      | 0      |
| Твенте            | 2024–25           | Ередивізі         | 1         | 0         | 0     | 0     | 0         | 0         | –     | –    | 1      | 0      |
| Всього за кар'єру | Всього за кар'єру | Всього за кар'єру | 3         | 0         | 0     | 0     | 0         | 0         | 0     | 0    | 3      | 0      |